# Torres (chanteuse)
Ne doit pas être confondu avec MacKenzie Bezos.
Pour les articles homonymes, voir Torres, Mackenzie et Scott.
TORRES, née Mackenzie Scott le 23 janvier 1991 en Floride, est une chanteuse, compositrice et musicienne américaine,. La graphie de son nom de scène est entièrement en majuscules.

## Carrière
Elle s'est fait connaître en faisant les premières parties des spectacles de Garbage et de son idole Brandi Carlile.
En 2016 et 2017, elle rejoint Tegan and Sara pour leur tournée américaine et européenne.
En 2017, elle sort un nouveau single qui devrait être inclus dans un futur 3e album, Skim, avec un vidéoclip à ambiance saphique. Un 4e album est prévu pour 2020 sous l'étiquette Merge du nom de Silver Tongue. Mackenzie Scott est ouvertement lesbienne.

## Discographie

### Albums studio
- 2013 : Torres (en)
- 2015 : Sprinter (en)[7]
- 2017 : Three Futures (en)
- 2020 : Silver Tongue (en)
- 2021 : Thirstier (en)
- 2024 : What an Enormous Room

### Singles
- 2015 : Sprinter
- 2015 : Strange Hellos
- 2017 : Skim
- 2017 : Three Futures
- 2019 : Good Scare

### Vidéoclips
- 2015 : Sprinter[8]
- 2015 : Strange Hellos[9]
- 2017 : Skim[10]
- 2017 : Three Futures[11]